# Усадьба Головиных в Потаповском переулке
Городская усадьба Головиных — усадьба в Москве по адресу Потаповский переулок, дом 8/12, строение 5. Объект культурного наследия федерального значения.

## История
Долгое время владельцами усадьбы были дворяне из боковой ветви рода Головиных. В начале XVIII века хозяином имения был Василий Васильевич Головин, возможно он получил её по наследству от отца, стольника Василия Петровича Головина. Он был камер-юнкером при Екатерине I, однако позже впал в немилость, и карьера его не удалась. В Москве Василий Васильевич проводил только зиму, а всё остальное время — родовом имении Новоспасское. После смерти усадьба перешла к его сыну, затем её наследовали потомки Головина в основном по мужской линии.
Состоящий из двух объёмов главный дом усадьбы стоит на углу Потаповского и Сверчкова переулков. Выходящая на последний часть здания датируется концом XVIII — началом XIX веков. Строительство главного объёма в стиле классицизм велось в 1810-х годах с перерывом, вызванным войной 1812 года. Внутренняя отделка здания была закончена к 1830-м годам. Выходящий на Потаповский переулок парадный фасад украшен коринфским портиком из шести колонн, стоящих на белокаменном цоколе. Портик увенчан треугольным фронтоном, в котором возможно был расположен герб Головиных. Первый этаж облицован рустикой. В украшении фасада использованы лепные медальоны с лентами, расположенные над полукруглыми окнами между колоннами портика, во фризе и на боковых фасадах. Фриз в греческом стиле в виде меандра предположительно добавлен в середине XIX века. Слева к дому примыкают ворота, в которых сохранилась оригинальная решётка в стиле ампир. Пилоны ворот из белого камня украшены нишами с парами ионических колонн, между которыми, вероятно, располагались статуи или вазоны.
В 1880-х годах владение приобрёл купец второй гильдии Виктор Фролов, занимавшийся торговлей золотыми украшениями в Старом Гостином дворе. В 1894 владельцем усадьбы стал статский советник Николай Беляев, до 1917 года она находилась в собственности его наследников. После революции усадьбу занимали разные учреждения.

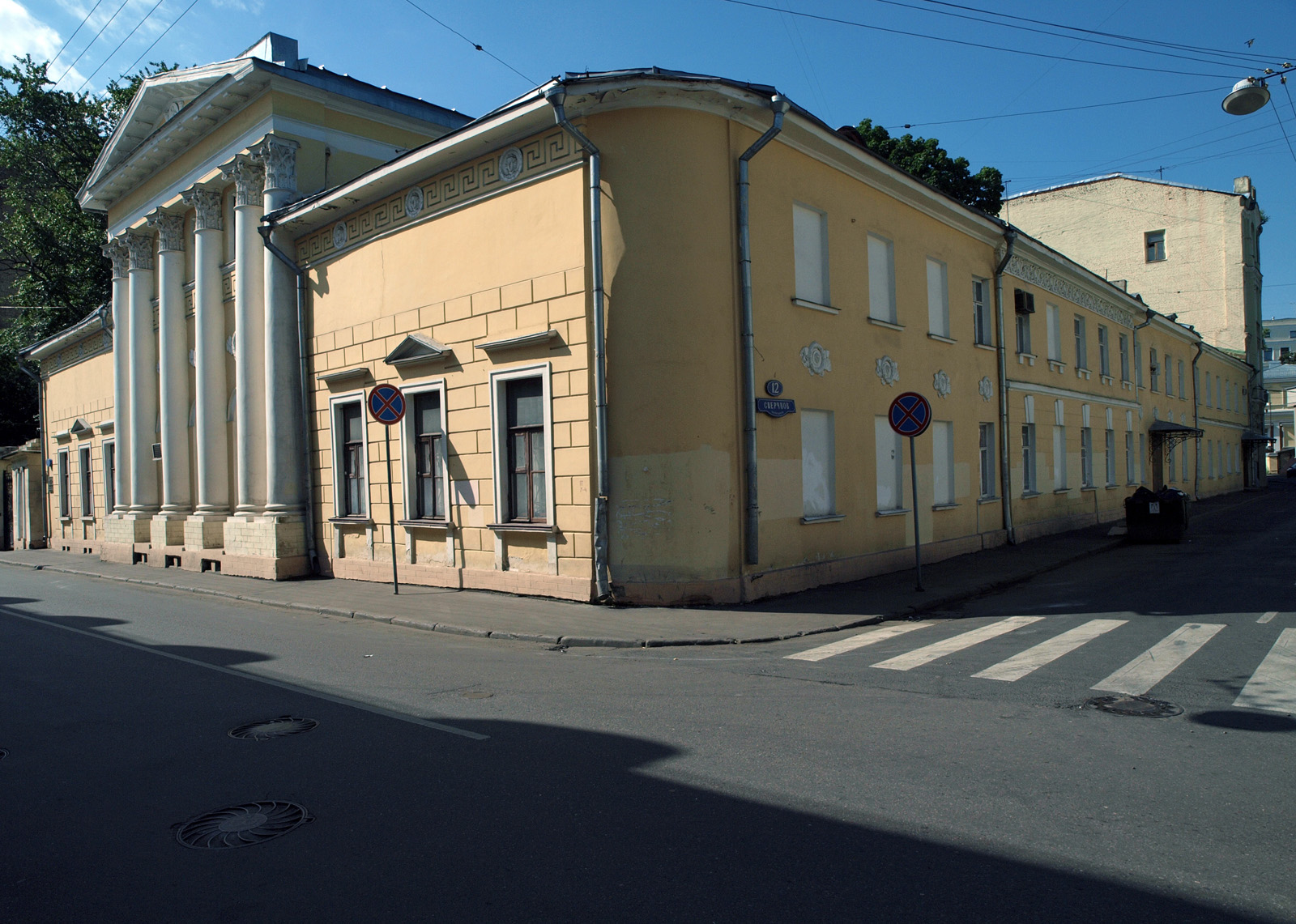
Угол главного дома
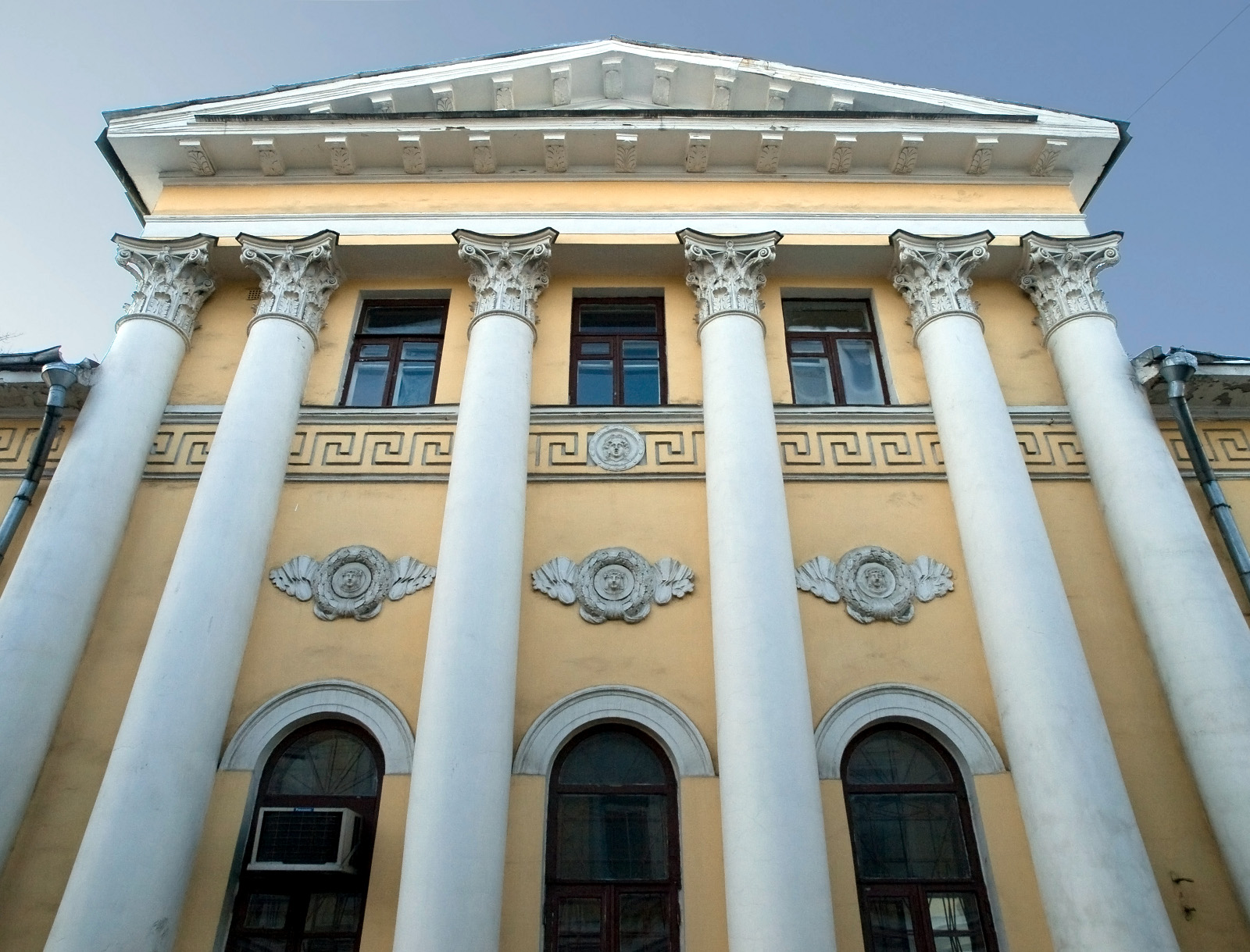
Портик